# Dansk lanthöna

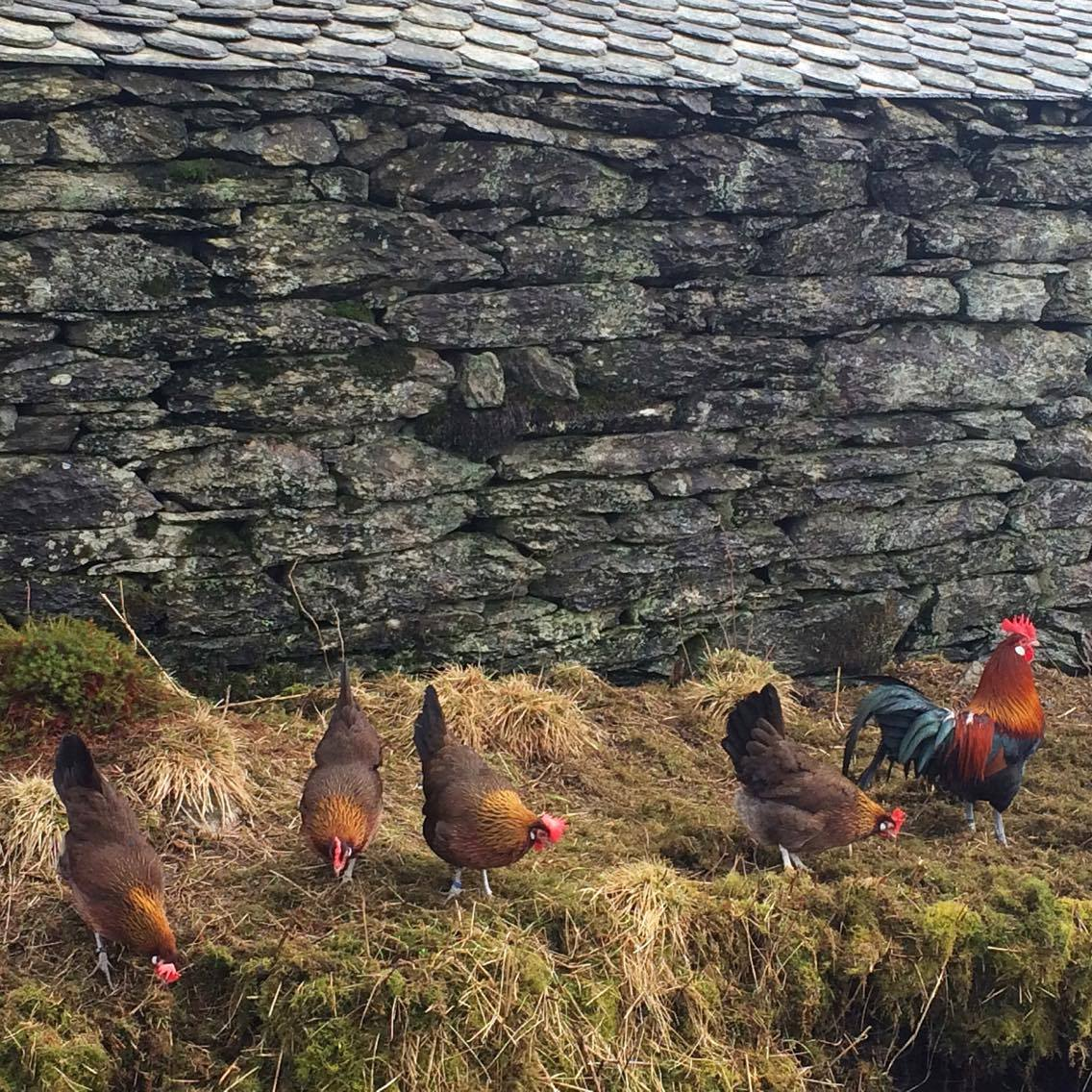
Fyra danska lanthönor med en tupp.

Dansk lanthöna (danska: dansk landhøne) är en dansk lantras. Den är den enda inhemska lantrasen av höns i Danmark.

## Historik
Arkeologiska rester visar att dansk lanthöna hållits i tamhönsbesättningar i området sedan mer än 2 000 år tillbaka. Troligen introducerades hönsen till Skandinavien genom germanska stammar som anlände söderifrån cirka 400 f.Kr.
I början av 1800-talet introducerades ett antal utländska höns- och kreatursraser till det danska lantbruket. Detta ledde till att den inhemska danska hönan blev mindre populär, med inavel som vanligt resultat. Den danska hönan var ett tag utrotningshotad, men runt åren 1877–1888 köpte och samlade några engagerade jordbrukare upp/in alla danska hönor med en pålitlig inhemsk härstamning. 1878 bildades föreningen Landhønseringen, med läraren N. Jensen Badskær som ordförande, och 1901 specificerades den första rasstandarden för dansk lanthöna. Rasen har ingen ekonomisk roll som del av dansk hönsnäring, och den hålls uteslutande av hobbyentusiaster. Specialklubben for Danske Landhøns är numera officiellt organ för att sprida information om rasen.

## Beskrivning

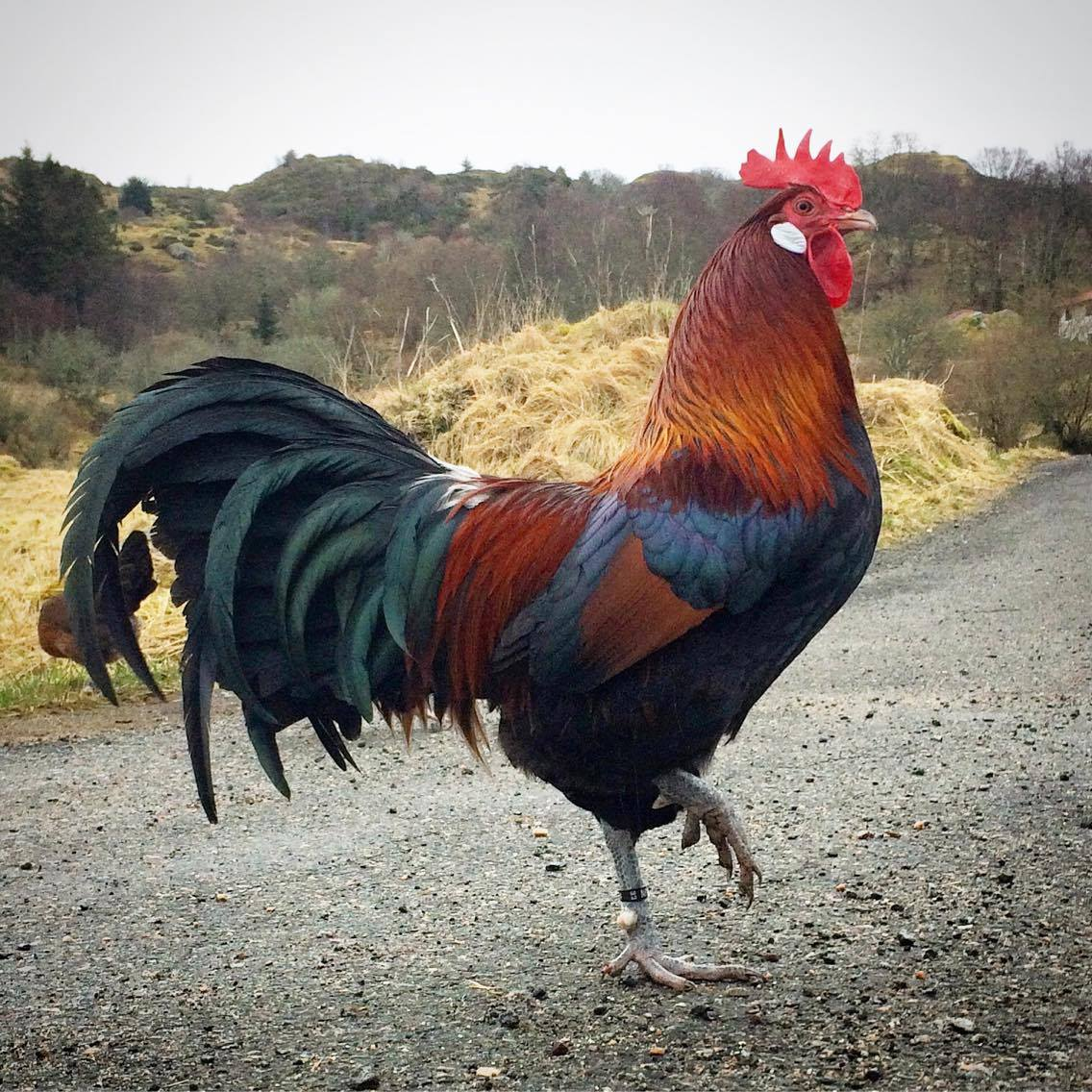
Tupp.

Dansk lanthöna är en liten hönsras. Fåglarna är robusta, växer snabbt och har god motståndskraft mot sjukdomar. De kräver liten mängd hönsfoder och är ivriga födosökare när de får chansen. Hönan har en välutvecklad och väl avrundad aktergump och är en utmärkt värphöna, med 55–65 gram tunga ägg; äggläggningen avstannar dock under vintern. Rasen är livlig och flaxar gärna med vingarna, i korta hopp eller flygturer. För att äggläggningen ska komma igång behövs relativt varma vårperioder.
Som vuxen är tuppen 2–2,5 kg och hönan cirka 1,75 kg tung. Som slaktdjur är den relativt mager, men bröstet är köttigt, köttet har en fin struktur och smaken anses utsökt.
Dansk lanthöna har storlek och färgtäckning som påminner starkt om röd djungelhöna. Den är även snarlik den något mindre svensk dvärg med samma "viltutseende" men med senare framavling via ostindiska bantamhöns.

### Genetisk variation
Det finns flera färgvarianter av dansk lanthöna, där den vanligaste är brun och svart mindre vanlig. Andra färgvarianter inkluderar gul, vit, grå och silverhalsad.
Det finns också en betydligt mer kortbent variant av rasen vid namn  Luttehøns. De här fåglarna har endast några få centimeter långa ben, alltmedan benen är normala. Luttehøns är lugnare och mindre flaxbenägna. De är något tyngre och har tuppar på cirka 2,25 kg och hönor på cirka 2 kg. Äggen väger minst 58 gram.
En inhemsk dvärgvariant av hönan har funnits i landet sedan gammalt, men den har visat sig svår att identifiera. Först 1952 lanserade Landhønseringen en officiell plan för att via målinriktad avel återskapa den ursprungliga dvärgvarianten. De första resultaten av denna plan visades fram 1967. Rekonstruktionen fokuserade på att korsa in bantam-höns för att återskapa dvärgegenskaperna. Därför benämns numera ordinärt stora danska lanthöns som stor dansk lanthöna, för att skilja ut den från dvärgvarianten. Dagens danska dvärgvariant är möjligen också framavlad med inslag av dvärghöns från Tyskland.
En framgångsrik framavling baserad på dvärgstora Luttehøns och stora danska lanthöns genomfördes runt åren 1945–1950. Denna variant är en pålitlig höna med en kompakt och fast kropp. Äggen är vita och jinst 30 gram tunga. Tuppen väger cirka 800 gram och hönan cirka 700 gram. Den existerar både i en brun och en svart färgvariant.
Gumpehøne är ytterligare en variant av dansk lanthöna. Den karaktäriseras av en mindre gump, på grund av flera saknade svanskotor. Endast ett fåtal exemplar finns.

## Bevarandestatus
Vid slutet av 1900-talet var dansk lanthöna sällsynt. Senare har den dock ökat i popularitet bland amatöruppfödare, och den anses inte längre hotad. Luttehøns-varianten är dock inte lika väl spridd, och anses fortfarande vara utrotningshotad.